# Università di Wuppertal
L'Università di Wuppertal (in tedesco Bergische Universität Wuppertal, nota anche con l'acronimo BUW) è un'università tedesca situata a Wuppertal, nel Land della Renania Settentrionale-Vestfalia. È stata fondata nel 1972.

## Facoltà
L'università si struttura in otto facoltà e una School of education:
- Fakultät für Geistes- und Kulturwissenschaften.
- Fakultät für Human- und Sozialwissenschaften.
- Fakultät für Wirtschaftswissenschaft – Schumpeter School of Business and Economics.
- Fakultät für Mathematik und Naturwissenschaften.
- Fakultät für Architektur und Bauingenieurwesen.
- Fakultät für Elektrotechnik, Informationstechnik und Medientechnik.
- Fakultät für Maschinenbau und Sicherheitstechnik.
- Fakultät für Design und Kunst.
- School of Education.

## Campus
L'edificio principale dell'Università di Wuppertal è situato nel distretto urbano di Elberfeld. L'università possiede oggi tre campus:
- Campus di Grifflenberg (campus principale), a Elberfeld.
- Campus di Freudenberg, a Elberfeld.
- Campus di Haspel, a Haspel.

## Docenti celebri
All'università di Wuppertal lavorano più di 250 professori (dato del 2014). Docenti degni di nota che hanno insegnato a Wuppertal sono i seguenti:
- Bazon Brock, teorico dell'arte.
- Gerd Faltings, matematico.
- Klaus Held, filosofo.
- Lev Kopelev, scrittore e storico della letteratura.